# Abel Julien i Vila
Abel Julien i Vila (Barcelona 1963, Palau-solità i Plegamans 2025) va ser un dels referents de l'ornitologia a Catalunya, professor, científic i divulgador. Soci fundador de l'Institut Català d'Ornitologia. En fou president del 1989 fins al 2005. Del 2007 al 2011 va ser regidor a l'Ajuntament de Palau-solità i Plegamans per Esquerra Republicana de Catalunya. Els darrers anys es va dedicar a l'associació Aula i Natura on va desenvolupar una activitat divulgadora i mentre la salut li ho va permetre.
El 2025 mor a causa d'una leucèmia amb la que havia conviscut diversos anys. El 31 de maig de 2025 es va celebrar un acte d'homenatge a Palau-solità i Plegamans amb la col·laboració de l'Ajuntament de Palau-solità i Plegamans, Institut Català d'Ornitologia i Aula i Natura, amb la participació de Oriol Lozano, alcalde de l'Ajuntament, Raül Aymí, president del ICO, la seva filla Eva Julien, Ferran Latre i Gabriel Gargallo. L'homenatge es va acabar fent una caminada per la Ronda Verda fins l'Hostal del Fum, en una zona on va practicar una intensa activitat d'observació ornitològica.

## Activitat divulgadora
Va ser professor de l'associació Aula i Natura dedicada a la formació i divulgació naturalística i ornitològica en específic. Aula i Natura ofereix activitats i cursos per tots els públics, destinats a persones individuals, empreses i escoles.
El juny de 2013 va obrir el «Blog ornitològic d'Abel Julien» a la plataforma Blogger. El blog, encara actiu i un punt de referència pels amants dels ocells, tracta de forma planera i atractiva per tots els públics, curiositats del món dels ocells, d'anellaments, biologia de les aus, caixes niu, comportament de les aus, cursos o esdeveniments.
«Tocats de l'ala» és un documental produït per TV3 que consta de tretze capítols sobre ornitologia destinat a tots els públic. Abel Julien en va ser assessor científic.

## Activitat científica
Va treballar en l'actualització de l'ambiciós Handbook of the Birds of the World, l'enciclopèdia més gran al món sobre ocells. Té setze volums i cobreix uns deu mil espècies d'ocells. Va formar part de l'equip que el va actualitzar, sobretot pel que fa a les aus dels Països Catalans.
Al llarg de la seva vida va publicar diversos estudis científics, sovint dedicats a les migracions dels ocells, un subtema que l'interessava especialment. Per una bibliografia completa vegeu: «Obra de Abel Julien i Vila» a Dialnet. Uns articles:
- «Dades hivernals de Xot (Otus scops) i Colltort (Jynx torquilla) a Catalunya i Balears (1975-1983)» (1984)[7] Estudi on ecull dades d'anellaments efectuats pel Grup Català d'Anellament a més d'observacions personals que suggereix el descobriment d'un xot sedentari a Blanes. Avui està acceptat que alguns individus de xot tenen comportament sedentari.

- «Captura d'un Boscaler comú (Locustella luscinioides) amb signes d'albinisme parcial» (1988)[8] S'hi comenta la captura d'un boscaler comú amb signes d'albinisme parcial a la llacuna de l'Encanyissada, Amposta (Montsià) el 15 de setembre de 1985.

- «Activitats del Grup Català d'Anellament durant el període 1991-1993 (1995)[9]  Article sobre les activitats del Grup Catala d'Anellament que cobreix el periode 1991-1993. Inclou l'anellament de 96.494 ocells de 219 especies. L'article aporta una selecció dels controls i recuperacions mes interessants efectuats en aquest periode.

## Activitat literària
Julien també va tenir temps per dedicar-se a la creació literària de la qual té actualment dues obres publicades que tenen dos elements comuns: els ocells i la cultura americana.
- Qui va veure el mussol de Horn Creek? (2022)[10]
- L'ocell de Brinkley, Arkansas (2018) Novel·la curta guardonada el 2018  amb el Premi Helena Jubany.[11]